# 有情饮水饱
《有情飲水飽》，是2001年的一部香港電影，由王晶執導，梁朝偉、舒淇領銜主演，林家棟、黃一飛、麥家琪主演、曹眾、潘冰嫦、張慧儀客串、電影動力有限公司出品攝製。電影標題源自粵語的一句經典俚語，原意為只要兩個人真心相愛，即使是家庭經濟環境不好，也可以過得開心快樂。

## 劇情梗概
馬須仁（諧音：衰人），Richard Ma是紐約著名的合併公司顧問，身家兩億，但雖然有錢，卻為人吝嗇，身邊唯一好友是他中學同學兼法律顧問任察。任察一次午餐時在一吃蛇的餐館邂逅股票投資經紀十四阿彩以及其好友哥羅芳，晚上四人又於酒吧巧遇，馬須仁、任察仗義幫朋友而與阿彩、哥羅芳玩大話骰，最後仁輸給彩，以懲罰的模式請全場人夜宵。但結賬時仁方發覺自己的信用卡全部不能過數，身上的現金則差600多元才夠數，而察則早走，彩只好借錢了結。
仁回到家後才發覺前女友Mafa將他的所有信用卡等報了失而不能用，而他的傢俬等物件則捐給了老人院、露宿者之家等團體。次晨，仁回公司才發覺連Helena也辭職不幹。而他則向前女友Monica借錢度日，而察亦因醉駕撞車進了醫院。仁借錢時恰巧被彩發現，彩企圖迫其還錢，但彩受到同鄉追求者的搔擾而被迫借仁“過橋”。探完察後，又於芳、彩家借宿一宵，彩因被父親脅逼她帶“男友”回家而被迫與仁商討要仁再扮她男友。
星期日阿彩帶仁回家時，彩的叔叔牛家發及其子（彩的追求者）來到，決定要和仁賭一場，仁施展千術贏了牛家。並開始與阿彩漸生情愫。二人開展戀愛。
到之後彩父要見仁家長，仁則開派對歡迎。彩於當晚與仁發生關係。第二天早晨，Mafa回來，向早醒的彩揭露出仁的真實身份。彩感覺被騙而回家，而仁與察則拼命“箍煲”。最後終於有情人終成眷屬。

## 演員表
| 演员   | 角色                 | 备注 |
| 梁朝偉 | 馬須仁（Richard Ma） |      |
| 林家棟 | 任察（Tom Yam）      |      |
| 舒淇   | 十四阿彩             |      |
| 麥家琪 | 歌羅芳               |      |
| 曹眾   | Helena               |      |
| 黃一飛 | 炮仗叔               |      |
| 張慧儀 | 心理醫生             |      |
| 金刚   | 牛家發               |      |
| 邱萬城 | 牛家俊               |      |
| 潘冰嫦 | 仁母                 |      |

## 外部連結
- 開眼電影網上《有情饮水饱》的資料（繁體中文）
- 香港影庫上《有情饮水饱》的資料（繁體中文）
- 时光网上《有情饮水饱》的資料（简体中文）
- 豆瓣电影上《有情饮水饱》的資料 （简体中文）
- 爛番茄上《有情饮水饱》的資料（英文）
- AllMovie上《有情饮水饱》的资料（英文）
- 互联网电影数据库（IMDb）上《有情饮水饱》的资料（英文）